# استیو کارتر (بازیکن فوتبال، زاده ۱۹۵۳)
استیو کارتر (انگلیسی: Steve Carter؛ زادهٔ ۲۳ آوریل ۱۹۵۳) بازیکن فوتبال اهل بریتانیا است.
از باشگاه‌هایی که در آن بازی کرده‌است می‌توان به باشگاه فوتبال منچستر سیتی و باشگاه فوتبال ای‌اف‌سی بورنموث اشاره کرد.